# 야로초등학교
야로초등학교는 대한민국 경상남도 합천군 야로면 하빈리에 있는 공립 초등학교이다.

## 연혁
- 1921년 5월 26일, 야로공립보통학교 개교[1]
- 1956년 11월 30일, 교사(校舍) 중수 (객사 강양관 건물)
- 1970년 12월 20일, 교사 신축 (객사 건물 철거)
- 1979년 4월 1일, 병설유치원 개원
- 1996년 3월 1일, 현재 교명으로 변경
- 1999년 9월 1일, 월광분교 본교로 통합
- 2000년 11월 29일, 영호남 교류체험학습 자매결연(광주 용주초등학교)
- 2000년 12월 10일, 학교 역사관 설치
- 2009년 4월 30일, 야성체육관, 영어거점 체험교실 개관
- 2013년 9월 1일, 제33대 김영철 교장 취임
- 2017년 2월 17일, 제93회 졸업식 (누계 7,313명)